# Johanna Larsson
| Posities op de WTA-ranglijst Positie per einde seizoen: \| jaar \| rang enkelspel \| rang dubbelspel \| \| ---- \| -------------- \| --------------- \| \| 2004 \| 1183 \| – \| \| 2005 \| 491 \| 409 \| \| 2006 \| 382 \| 407 \| \| 2007 \| 314 \| 282 \| \| 2008 \| 169 \| 157 \| \| 2009 \| 170 \| 135 \| \| 2010 \| 68 \| 112 \| \| 2011 \| 59 \| 65 \| \| 2012 \| 73 \| 276 \| \| 2013 \| 83 \| 146 \| \| 2014 \| 70 \| 148 \| \| 2015 \| 55 \| 36 \| \| 2016 \| 51 \| 27 \| \| 2017 \| 80 \| 20 \| \| 2018 \| 76 \| 40 \| \| 2019 \| 217 \| 33 \| |                |                 |
| jaar | rang enkelspel | rang dubbelspel |
| 2004 | 1183           | –               |
| 2005 | 491            | 409             |
| 2006 | 382            | 407             |
| 2007 | 314            | 282             |
| 2008 | 169            | 157             |
| 2009 | 170            | 135             |
| 2010 | 68             | 112             |
| 2011 | 59             | 65              |
| 2012 | 73             | 276             |
| 2013 | 83             | 146             |
| 2014 | 70             | 148             |
| 2015 | 55             | 36              |
| 2016 | 51             | 27              |
| 2017 | 80             | 20              |
| 2018 | 76             | 40              |
| 2019 | 217            | 33              |

Johanna Larsson (Boden, 17 augustus 1988) is een voormalig tennisspeelster uit Zweden.

## Loopbaan
Larsson begon op haar vijfde met het spelen van tennis. In september 2016 bereikte zij haar hoogste positie van 45e in het enkelspel. In de periode 2005–2020 speelde zij als lid van het Zweedse tennisteam in de Fed Cup – zij behaalde daar een winst/verlies-balans van 52–33. Larsson was sinds 2014 frequent dubbelspelpartner van de Nederlandse Kiki Bertens. Later, nadat Bertens besloot zich vooral te concentreren op het enkelspel, werd Larsson de vaste partner van de Belgische Kirsten Flipkens. Zij beëindigde haar loopbaan in februari 2020.

### Vroege carrière
Toen Larsson in 2003 nog geen vijftien jaar oud was, nam zij reeds deel aan haar eerste ITF-toernooi in de Zweedse plaats Båstad. Daar werd zij in ronde één door Yvonne Meusburger verslagen. In 2004 ontving Larsson een wildcard die haar toegang verschafte tot de kwalificatierondes van het WTA-toernooi van Stockholm 2004, maar die haar nog weinig succes opleverde – de Wit-Russin Nadzeja Astrowskaja hield haar van een plaats in het hoofdtoernooi af. In 2005 mocht een nieuwe poging tot kwalificatie in Stockholm niet baten. Wel won Larsson in 2005 het ITF-toernooi van Falkenberg, door haar landgenote Sofia Arvidsson te verslaan. Ook won Larsson dat jaar twee ITF-toernooien in het dubbelspel. Dit deed zij respectievelijk in Oslo en Falkenberg. Larsson voegde zich datzelfde jaar bij het Zweedse Fed Cup-team. In 2006 verlengde Larsson haar titel in het enkelspel op het ITF-toernooi in Falkenberg. Dat jaar brak de Zweedse zelfs door op het WTA-toernooi van Stockholm met een wildcard, waar zij ten koste van Kristina Barrois tot de tweede ronde reikte en nipt verslagen werd door haar destijds sterke landgenote Sofia Arvidsson. 2006 was ook het jaar waarin Larsson tot de status van professional overging. Tegen het einde van 2006 had Larsson te kampen met een hamstring-blessure die haar tot begin 2007 bezighield, waarna zij zich vooral concentreerde op het tennis in de Verenigde Staten.

### Aanloop naar top 100
2007 luidde een klein succes in voor de Zweedse die dat jaar twee keer een ITF-enkelspeltitel op haar naam mocht schrijven in Stockholm en Bol. Larsson sleepte tevens drie keer een ITF-dubbelspeltitel in de wacht. Dit deed zijn in Stockholm, Glasgow en Nantes. In de Fed Cup bereikte Larsson met Zweden de negende plek, waarin zij verloor van Maša Zec Peškirič en won van Vojislava Lukić en Naomi Cavaday, spelers die in klasse destijds ver boven Larsson uitreikten. In 2008 smaakten de successen naar meer. Larsson won tweemaal een ITF-toernooi in het enkelspel in Stockholm en Sutton en wel viermaal in het dubbelspel in Helsinki, Shrewsbury, Stockholm en Sunderland, waarna een opzet was bereikt voor het spel op de grandslamtoernooien. Succes in de kwalificaties voor Roland Garros, Wimbledon en het US Open bleef echter toen nog uit. Bij het US Open werd zij net in de laatste kwalificatieronde verslagen door de Kazachse Jaroslava Sjvedova. Zij was daarentegen wél dichtbij. Aan het eind van het seizoen trad Larsson weer voor haar land op in de Fed Cup samen met Sofia Arvidsson. Ditzelfde deed zij weer in 2009 in een team waar ook de Zweedse Sofia Arvidsson, Sandra Roma en Ellen Allgurin deel van uitmaakten. Het Australian Open bracht geen kwalificatie voor Larsson. Toch wist zij in Bogota de hoofdtabel van het WTA-toernooi van Bogota te bereiken, voordat zij werd verslagen door de Spaanse Carla Suárez Navarro. Op het WTA-toernooi van Acapulco stond Larsson tegen Ágnes Szávay toen zij met een knie-blessure het toernooi moest verlaten. Larsson bemachtigde twee enkelspeltitels en drie dubbelspeltitels op het ITF-Circuit. Haar beste ITF-resultaat van dusver bereikte zij door in Barnstaple in zowel het enkel- als het dubbelspel te winnen. Ook het ITF-toernooi van Glasgow kon worden toegevoegd aan het rijtje ITF-enkelspeloverwinningen.

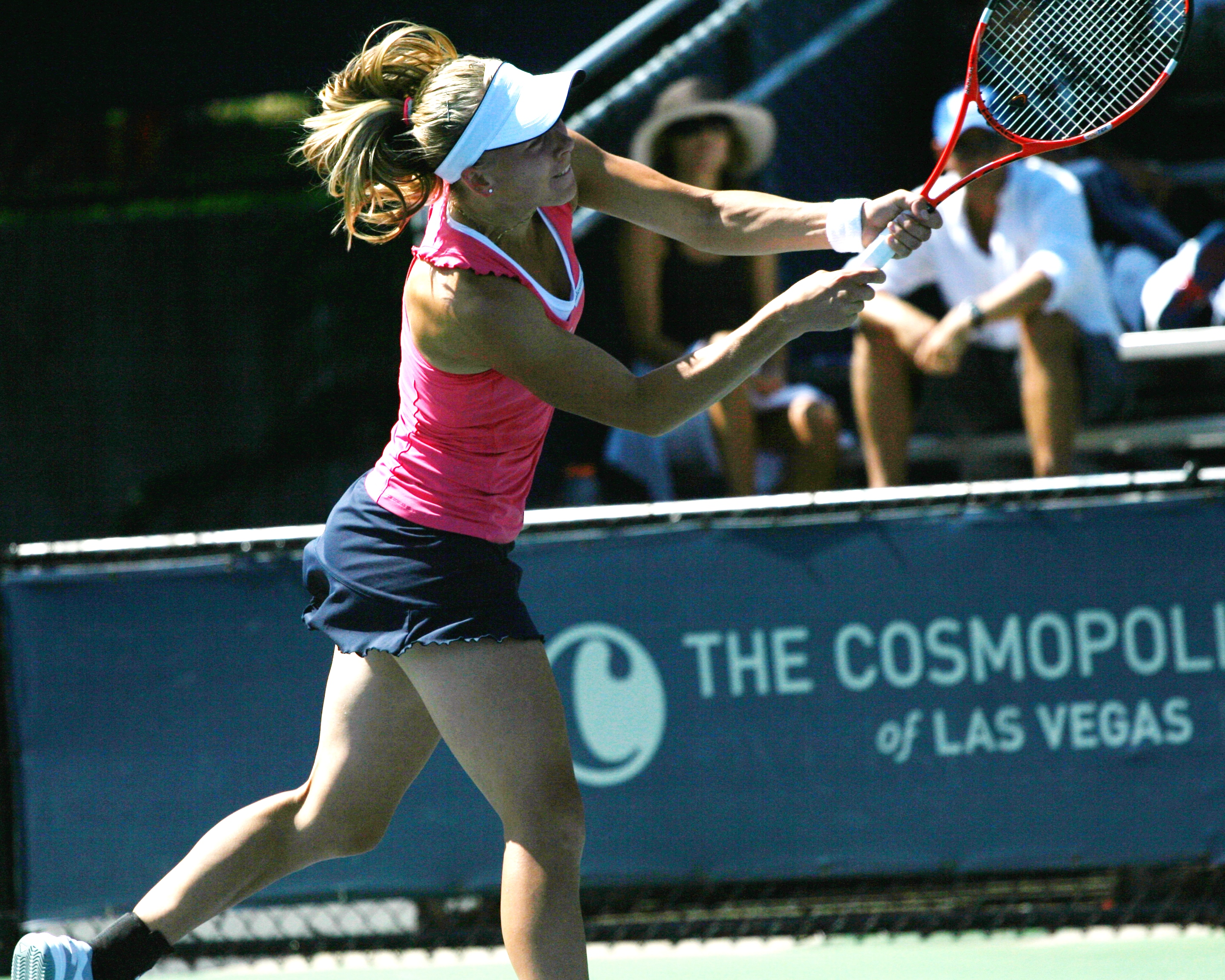
US Open in 2010

### 2010
In 2010 wist Larsson voor het eerst de top 100 van de WTA-wereldranglijst te bereiken. Larsson begon het seizoen met twee toernooien in de Verenigde Staten. In Plantation versloeg Larsson de geplaatste Maret Ani in haar strijd tot de finale, waarna zij door Ajla Tomljanović werd verslagen. Op het toernooi in Lutz behaalde Larsson de kwartfinales waarin Mariana Duque Mariño te sterk voor haar was. In de Fed Cup speelde Larsson haar beste spel in tijden, waarin zij onverslagen bleef in zowel het enkel- als het dubbelspel gedurende haar deelname aan de Cup. Haar spel was zo sterk dat Zweden tot promotie kwam en zich een plek in de playoffs voor de World Group II bemachtigde. Larsson won tevens het $50.000 ITF-toernooi van Biberach. De tiende ITF-titel viel Larsson te beurt in Clearwater. Vervolgens maakte Larsson haar debuut op een grandslamtoernooi door in Frankrijk op Roland Garros de kwalificatierondes met succes af te sluiten. In de eerste ronde van het toernooi wist zij zelfs Anastasija Sevastova te verslaan, waarna zij in ronde twee door Akgul Amanmuradova werd verslagen. In Marseille stond Larsson in zowel de finale van het enkelspel als van het dubbelspel. In het enkelspel was Klára Zakopalová te sterk. Het dubbelspel met partner Yvonne Meusburger bracht meer succes, doordat deze finale wel werd gewonnen. Het tennis in Marseille luidde een groot succes in voor de Zweedse. Op 14 juni steeg Larsson van plaats 102 naar plaats 84. Een verbetering van haar ranking die een top 100-debuut betekende voor de al reeds acht jaar actieve Larsson. Op Wimbledon wist Larsson niet verder te komen dan de eerste kwalificatieronde. op het WTA-toernooi van Praag bereikte Larsson voor het eerst een kwartfinale op de WTA-Tour, toen de geplaatste Lucie Šafářová zich terug had getrokken. Zij werd uiteindelijk verslagen door Barbora Záhlavová-Strýcová. Op het WTA-toernooi van Portorož liet Larsson van haar vorm blijken door de als nummer 8 geplaatste landgenote Sofia Arvidsson in de eerste ronde en Maria Elena Camerin in de tweede ronde te verslaan. Een grote verbazing ontstond in de kwartfinales, toen Larsson de als nummer 3 geplaatste Anastasija Pavljoetsjenkova het toernooi uitsloeg. In de halve finales wist Larsson ook nog eens te winnen van Ksenija Pervak, waardoor zij voor het eerst in een WTA-tour finale mocht spelen. Haar tegenspeelster Anna Tsjakvetadze versloeg Larsson uiteindelijk in straight sets. Het hek was toen al van de dam. Larsson steeg na dit toernooi namelijk helemaal tot de 66ste positie in de wereldranglijst. Op het US Open werd Larsson door de Russin Alisa Klejbanova in de eerste ronde verslagen. In Québec won Larsson haar eerste WTA-dubbelspeltitel met haar eveneens Zweedse partner Sofia Arvidsson.

### 2011
In 2011 speelde Larsson tevens in de top 100. Het jaar begon met veel teleurstelling voor haar. Op zowel het WTA-toernooi van Auckland, als het WTA-toernooi van Hobart en het Australian Open kon Larsson niet verder dan de eerste ronde reiken. Zelfs een stap terug naar het ITF-niveau bleek weinig verandering in de resultaten van de Zweedse te brengen. In Stockholm verloor Larsson in ronde nummer twee. Pas op het WTA-toernooi van Acapulco, waar zij tot de halve finale kwam, bleek Larsson weer in vorm te zijn. In Miami wist Larsson Li Na te verslaan en in de derde ronde te komen. In Estoril, waar Larsson speelde ter voorbereiding op Roland Garros, kwam zij zelfs tot de halve finale, waar zij verloor van Kristina Barrois. Op 11 juli 2011 bereikte Larsson de tot dan toe hoogste plek op de wereldranglijst: zij werd de nummer 46 van de wereld. In de eerste ronde van Roland Garros versloeg zij de voormalig winnares van het Frans Open Ana Ivanović, waarna zij in de tweede ronde door Jekaterina Makarova naar huis werd gestuurd. Na Roland Garros wist Larsson in Båstad andermaal de halve finales te bereiken, waar zij weer landgenote Sofia Arvidsson wist te verslaan. Zodoende kwam Larsson voor de tweede keer in een WTA-finale, waarin zij in straight sets verloor van de als nummer 8 geplaatste Polona Hercog. Op Wimbledon en het US Open verloor zij al in de eerste ronde.

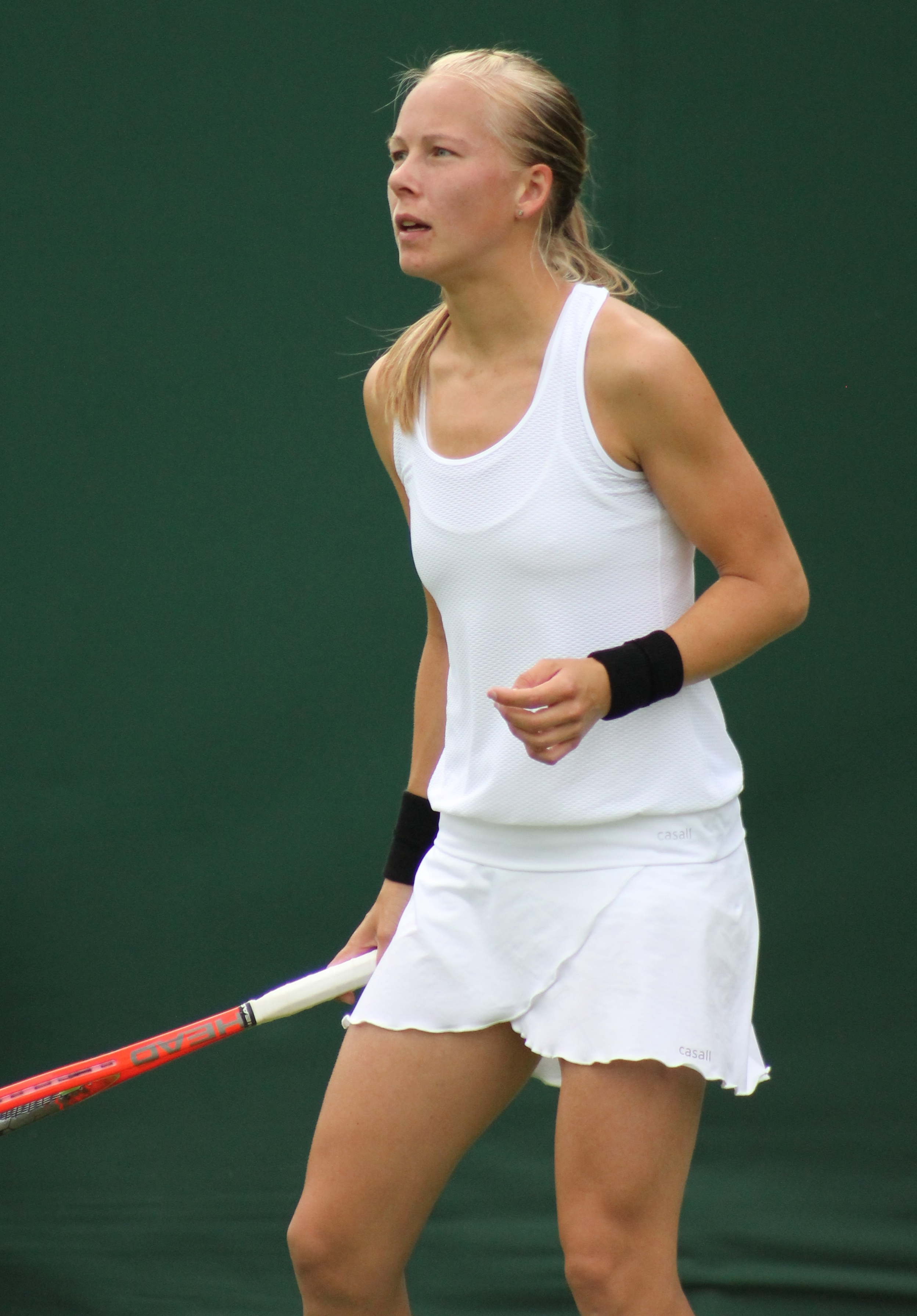
Wimbledon in 2013

### 2012
In 2012 herhaalde het ongeluk van Larsson zich. De eerste drie toernooien eindigden weer in een deceptie, waarbij zij in elke eerste ronde al werd uitgeschakeld. Tussen de toernooien van Memphis en Estoril was de winst/verlies-balans zodanig teleurstellend, dat Larsson bijna twee keer zo vaak bleek te hebben verloren als dat zij had gewonnen. Pas in Straatsburg kwam Larsson weer tot een kwartfinale, waarin zij uiteindelijk verloor van Francesca Schiavone. Twee toernooien later stond Larsson alweer in een kwartfinale, ditmaal in Bad Gastein. Na een teleurstellende eerste ronde op Wimbledon koos Larsson ervoor een niveau lager, op het ITF-toernooi in Biella, te spelen. Via een wildcard stroomde Larsson het $100.000-evenement binnen, waarna zij de geplaatste nummers 4, 6 en 3 naar huis stuurde en de titel pakte. Vervolgens wist Larsson dit succes vol te houden en de halve finale te bereiken op het WTA-toernooi van Båstad, waarin zij verloor van Mathilde Johansson. Op het WTA-toernooi van Cincinnati wist Larsson zelfs Marion Bartoli te verslaan, een speelster die zich op dat moment de nummer 11 van de wereld mocht noemen. Op het US Open sloeg echter weer het verlies toe en werd Larsson al in haar openingspartij verslagen door Dominika Cibulková. Daarna eindigde Larsson haar jaar voornamelijk in WTA-kwalificatietoernooien op het Aziatische continent.

### 2013
In 2013 wist Larsson eindelijk te breken met het ongeluk dat al twee jaren over het begin van haar seizoenen hing. In Auckland verscheen zij in de kwartfinale, waar zij in de tweede ronde Julia Görges had verslagen. Ongeluk sloeg weer om zich heen toen Larsson tijdens haar openingspartij op het Australian Open niet langs Jelena Janković wist te komen. Na het eerste grandslamtoernooi van het seizoen verloor Larsson tevens in de eerste ronde van de WTA-toernooien van Memphis en Acapulco. Op het WTA-toernooi van Indian Wells wist Larsson echter Anastasija Pavljoetsjenkova, die toen de nummer 24 van de wereld was, in de tweede ronde te verslaan. De weg naar Roland Garros was moeizaam voor Larsson. Ook al kwam zij weer in de kwartfinales van Straatsburg terecht, toch kwam de Zweedse niet verder dan de tweede ronde op Roland Garros. Ook na Roland Garros bleek Larsson moeite te hebben haar spel op peil te houden. Larsson mocht Wimbledon na ronde één alweer verlaten. Weer in haar thuisland aangekomen, kwam Larsson terug op het WTA-toernooi van Båstad. Daar bereikte zij voor de tweede keer de finale, ten koste van Mathilde Johansson. Larsson bereikte zo tevens voor de derde keer in haar carrière een WTA-finale. Winnen mocht er niet van komen, daar Serena Williams ten koste van Larsson de titel pakte. Het werd 6-4, 6-1. De weg naar het US Open bleek weer moeizaam. Larsson kon driemaal niet verder dan de kwalificatieronden reiken op enkele Amerikaanse hardcourt-toernooien. Voor het tweede jaar op rij eindigde het US Open voor Larsson in ronde twee. Larsson wist nog de halve finales te bereiken op het WTA-toernooi van Ningbo, waarna het jaar eindigde met een verloren wedstrijd tegen landgenote Sofia Arvidsson op een ITF-toernooi in Poitiers.

### 2014

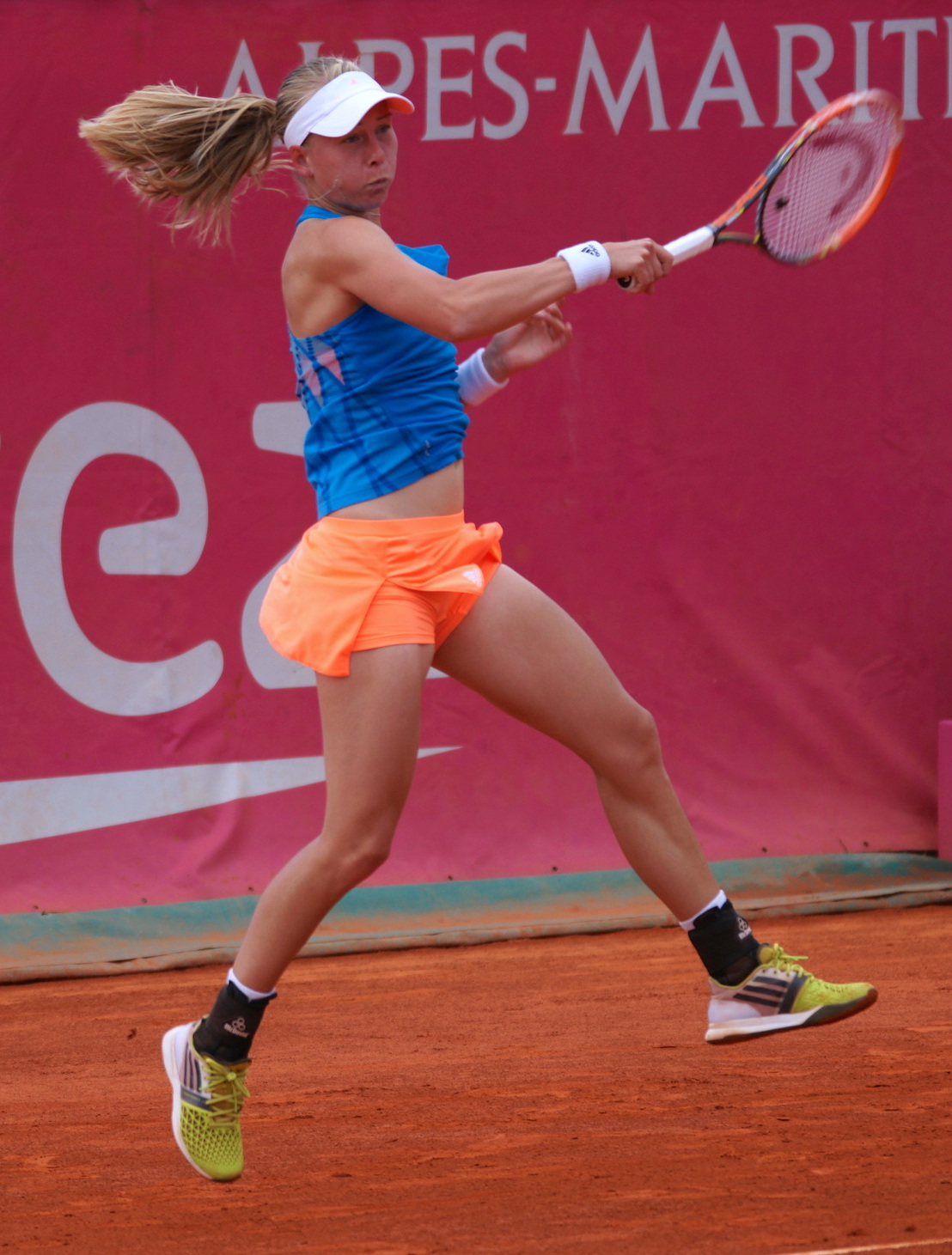
Cagnes-sur-Mer in 2014

Larsson begon haar jaar met een verlies in de tweede ronde in Auckland, waar zij werd verslagen door Ana Ivanović. Ondanks een sterke poging verloor zij in de eerste ronde van Viktoryja Azarenka op het Australian Open. Het beste resultaat in tijden werd bereikt toen Larsson op Roland Garros én bij het US Open tot de derde ronde kwam, waarmee zij haar grandslamrecord brak en voor het eerst in een derde ronde op een grandslamtoernooi mocht spelen. Andere pogingen op WTA-toernooien uit te blinken, liepen echter uit op minder winst. Voor Larsson eindigden elf toernooien in een eerste ronde en vijf toernooien zelfs nog tijdens het kwalificatietoernooi. Een stap terug naar het ITF-toernooi van Osprey bleek nodig. Daar bereikte zij de kwartfinales. 2014 was ook het jaar waarin Larsson en de Nederlandse tennisspeelster Kiki Bertens begonnen aan hun dubbelspelavontuur. Met Bertens haalde Larsson haar zestiende ITF-dubbelspeltitel in het $100.000-toernooi in Cagnes-sur-Mer.

### 2015
2015 bleek het beste jaar tot dan toe te gaan worden. Op het Australian Open kwam Larsson tot de tweede ronde. Met Kiki Bertens stond zij in de kwartfinale van het Australian Open. Larsson versloeg Mona Barthel in Båstad, waardoor zij haar eerste WTA-titel binnensleepte op het WTA-toernooi van Båstad. In 2015 bereikte Larsson de nummer 55 van de wereldranglijst, waardoor zij eindelijk weer dicht bij de top 50 reikte. In Rio de Janeiro en Linz bereikte de Zweedse de halve finales en in Acapulco, Seoel en Tasjkent kwam Larsson tot de kwartfinales. Ook won Larsson met Kiki Bertens tweemaal een WTA-dubbelspeltitel, zowel in Hobart als in Båstad. Eind maart moest Larsson rust nemen als gevolg van een elleboogblessure, waardoor zij zich moest terugtrekken van toernooien in Katowice, Marrakesh, Madrid en Straatsburg. Het was pas weer in mei dat Larsson haar spel kon hervatten.

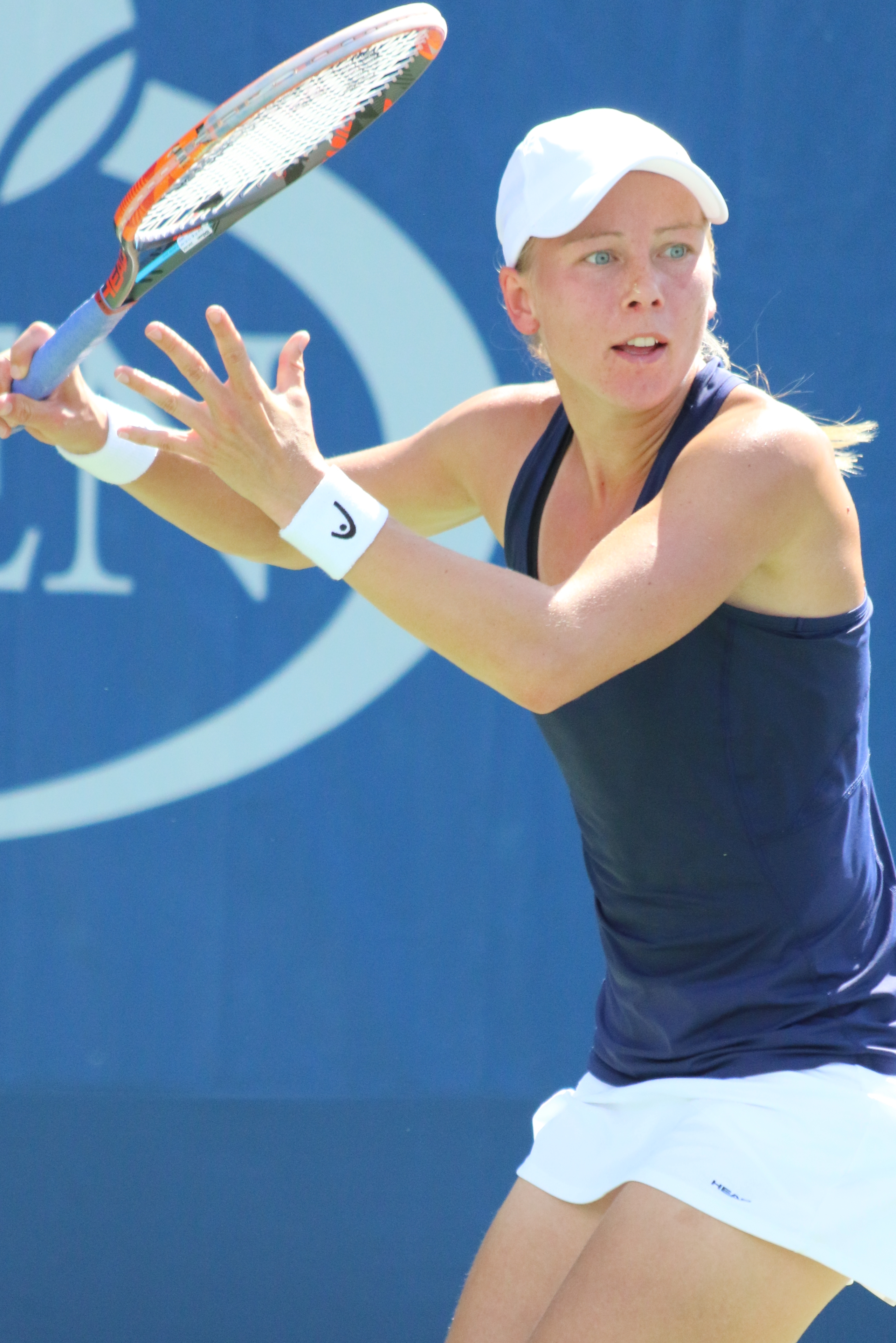
US Open in 2016

### 2016
2016 begon goed voor Larsson met het bereiken van de halve finale enkel- en dubbelspel in Hobart. In Acapulco bereikte de Zweedse de kwartfinales en ditzelfde lukte haar in Rabat. In Acapulco behaalden Larsson en Bertens zelfs de finale, waarna zij door het spaanse duo Anabel Medina Garrigues/Arantxa Parra Santonja werden verslagen. In Neurenberg wisten Larsson en Bertens het dubbelspel te winnen van het duo Shuko Aoyama en Renata Voráčová. Zodoende behaalde Larsson haar vijfde WTA-dubbelspeltitel. Op Roland Garros verloor zij in ronde 2 tegen Tsvetana Pironkova. In het dubbelspel werden Larsson en Bertens in de kwartfinales geklopt door het Franse duo Caroline Garcia/Kristina Mladenovic. Een nieuw grandslamrecord voor Larsson die voor het eerst weer op een grandslamtoernooi in het dubbelspel in een kwartfinale stond, na de kwartfinale van het Australian Open in 2015. In Gstaad kwam Larsson tot de kwartfinales, waar zij door Timea Bacsinszky werd verslagen. In het dubbelspel kwam zij met Bertens tot aan de halve finale, waar het duo wegens blessures besloot op te geven. In Båstad kwam Larsson tevens tot de halve finale. Met Bertens kwam zij in Båstad in het dubbelspel tot de kwartfinales. Op 6 augustus speelde Larsson voor het eerst in haar carrière op de Olympische Zomerspelen in Rio de Janeiro waar zij in de eerste ronde werd uitgeschakeld door de Française Alizé Cornet. Op weg naar het US Open wist Larsson in Cincinnati als lucky loser de tweede ronde te bereiken. Op het WTA-toernooi van New Haven wist Larsson zelfs als lucky loser de halve finales te bereiken door de geplaatste nummer 7 Timea Bacsinszky, wildcard-speelster Shelby Rogers en de geplaatste nummer 2 Roberta Vinci te verslaan, waarna zij tegen de geplaatste nummer 10 Elina Svitolina verloor.
Op het laatste grandslamtoernooi van het jaar, het US Open, speelde Larsson in de eerste ronde tegen de Italiaanse Karin Knapp, van wie zij in straight sets met 6-4, 6-2 wist te winnen. Voorts wist zij na een overwinning op Denisa Allertová de derde ronde te bereiken waarin zij door de als nummer 1 geplaatste Serena Williams met 6-2, 6-1 werd verslagen. In het dubbelspel bereikten Larsson en Kiki Bertens de tweede ronde. Op het WTA-toernooi van Tokio kwam Larsson niet verder dan ronde nummer twee. Omdat Bertens tijdelijk kampte met oververmoeidheid, speelde Larsson in het dubbelspel in Tokio met Julia Glushko, met wie zij de kwartfinale bereikte. Voorts wist Larsson op het WTA-toernooi van Seoel in het enkelspel de kwartfinale te bereiken. Nog verrassender was Larssons overwinning in het dubbelspel met haar tijdelijke partner Kirsten Flipkens. Op 19 september 2016 steeg Larsson tot de 45e plek op de wereldranglijst in het enkelspel, de tot dan toe hoogste positie voor de tennisspeelster uit Boden. In het naseizoen bleef het succes van de Zweedse aanhouden. Kwam Larsson weliswaar op het WTA-toernooi van Linz niet verder dan ronde één, op het WTA-toernooi van Luxemburg wist zij de kwartfinales te behalen, waar zij door de als nummer 1 geplaatste Petra Kvitová werd verslagen. In Linz en Luxemburg was het dubbelspelsucces zelfs nog groter – op beide toernooien wisten Larsson en Bertens de finales in het dubbelspel te bereiken en deze tevens te winnen, waardoor Larsson drie achtereenvolgende dubbelspeltitels op haar naam mocht schrijven sinds het WTA-toernooi van Seoel. Een mooie afsluiting van het tennisseizoen van 2016. In oktober werd nog duidelijk dat Larsson en Bertens tevens de kans kregen deel te nemen aan het dubbelspel op het prestigieuze WTA-toernooi van Zhuhai. Larsson gaf echter te kennen van deelname af te zien.

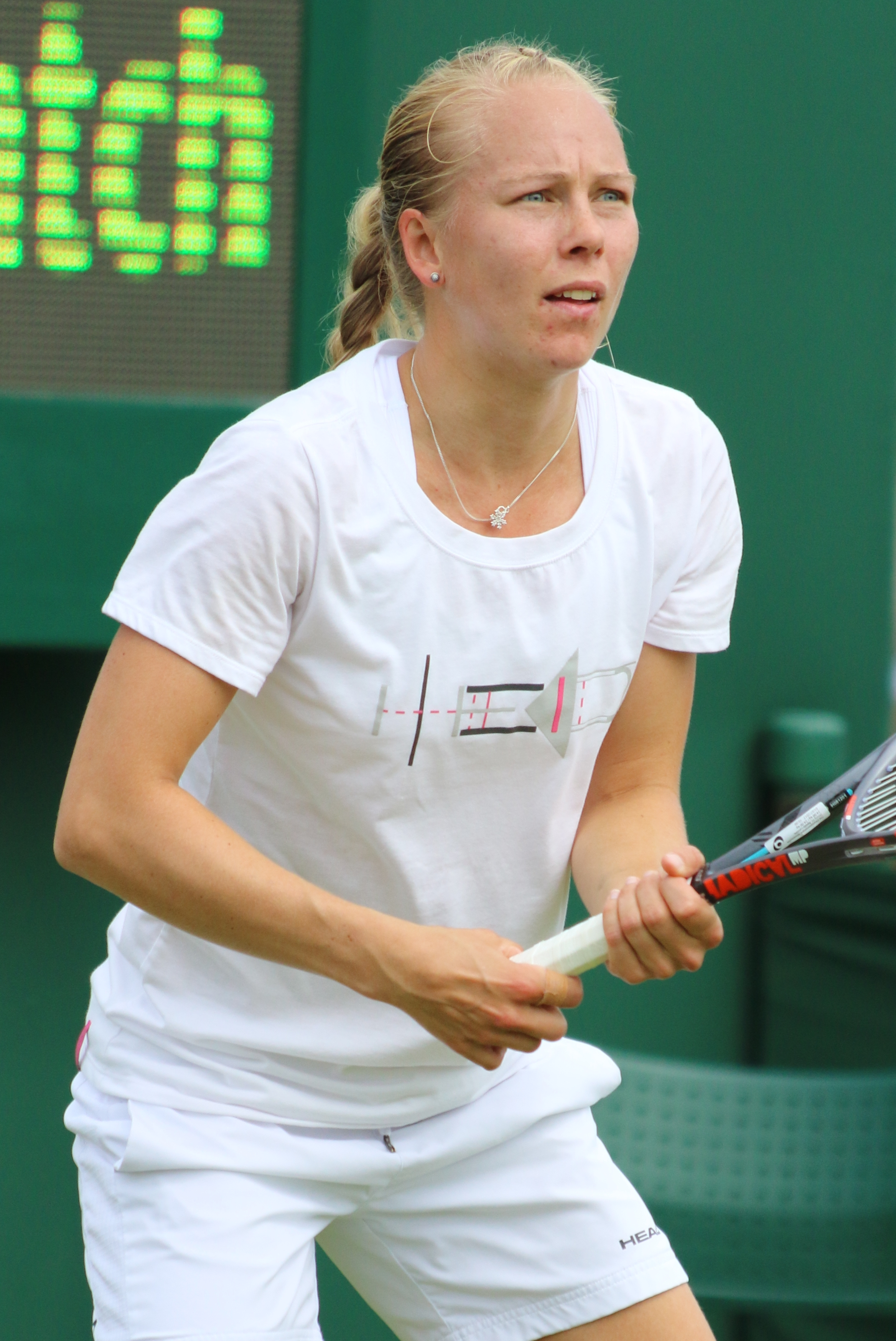
Wimbledon in 2017

### 2017
Het eerste toernooi in Larssons nieuwe sportjaar was het toernooi van Auckland. In de eerste ronde stond Larsson tegenover de Belgische Yanina Wickmayer in wie zij na exact één uur spelen haar meerdere moest erkennen – zij verloor met 1-6, 2-6. In het dubbelspel speelde Larsson later alweer tegen Yanina Wickmayer. Samen met partner Kiki Bertens nam zij het op tegen de Belgische en haar partner Anastasija Pavljoetsjenkova, van wie het duo uiteindelijk in twee sets wist te winnen. In de kwartfinale speelden Larsson en Bertens vervolgens tegen het wildcard-koppel Marina Erakovic en Laura Robson op wie het duo ook winst wist te boeken. Daardoor belandde het Zweeds-Nederlandse duo in de halve finale, waarin zij het voorts op zouden nemen tegen het duo Kirsten Flipkens en Jeļena Ostapenko, ware het niet dat deze laatsten moesten opgeven. Zodoende kregen Larsson en Bertens een walk-over en bereikten zij zonder te spelen de finale. In de eindstrijd namen Larsson en Bertens het op tegen de Tsjechische Renata Voráčová en Demi Schuurs op wie het duo na 52 minuten een 6-2, 6-2 winst wist te boeken. Hierdoor mocht Larsson haar vierde achtereenvolgende dubbelspeltitel op haar naam schrijven sinds het WTA-toernooi van Seoel.
In juli wonnen Larsson en Bertens het WTA-toernooi van Gstaad – in de eindstrijd versloegen zij Viktorija Golubic en Nina Stojanović in de match-tiebreak. Daarna wonnen zij het toernooi van Seoel, ten koste van het Thaise koppel Luksika Kumkhum en Peangtarn Plipuech, en het toernooi van Linz, waar zij wonnen van Natela Dzalamidze en Xenia Knoll. Hierdoor kwalificeerden zij zich voor het eindejaarskampioenschap in Singapore – in de eerste ronde klopten zij het Australische duo Ashleigh Barty en Casey Dellacqua, en in de halve finale wisten zij ook de als tweede geplaatste Russinnen Jekaterina Makarova en Jelena Vesnina uit te schakelen; in de finale was het derde reekshoofd, Tímea Babos / Andrea Hlaváčková in de match-tiebreak te sterk voor hen.

### 2018
In het eerste kwartaal speelde Larsson nog met Bertens op een viertal toernooien, maar zij wonnen daarin slechts één partij. Met Kirsten Flipkens bereikte zij de finale van het toernooi van Boedapest. In het enkelspel won Larsson haar tweede titel, op het toernooi van Neurenberg – in de finale versloeg zij de Amerikaanse Alison Riske. In Neurenberg bereikte zij met Flipkens ook de dubbelspelfinale. In het najaar wonnen Larsson en Flipkens de dubbelspeltitel op het toernooi van Linz.

### 2019
In januari waren Larsson en Flipkens actief tijdens het Australische seizoen, met een halvefinaleplaats in Auckland, de finale in Hobart (verloren van de Taiwanese zussen Chan) en de derde ronde op het Australian Open. Op Roland Garros bereikten zij de halve finale, Larssons beste grandslamresultaat in het dubbelspel. In het grasseizoen (juni) won Larsson, weer met Kirsten Flipkens aan haar zijde, haar veertiende WTA-dubbelspeltitel op Mallorca.

## Palmares
| Legenda                 |
| ----------------------- |
| Grandslamtoernooi       |
| Olympische Spelen       |
| Year-End Championships  |
| Premier Mandatory       |
| Premier Five / WTA 1000 |
| Premier / WTA 500       |
| International / WTA 250 |
| Challenger / WTA 125    |

### WTA-finaleplaatsen enkelspel
| nr.              | finale     | toernooi       | ondergrond | tegenstandster    | score    |         |
| ---------------- | ---------- | -------------- | ---------- | ----------------- | -------- | ------- |
| gewonnen finales |            |                |            |                   |          |         |
| 1.               | 2015-07-19 | WTA Båstad     | gravel     | Mona Barthel      | 6-3, 7-6 | details |
| 2.               | 2018-05-26 | WTA Neurenberg | gravel     | Alison Riske      | 7-6, 6-4 | details |
| verloren finales |            |                |            |                   |          |         |
| 1.               | 2010-07-25 | WTA Portorož   | hardcourt  | Anna Tsjakvetadze | 1-6, 2-6 | details |
| 2.               | 2011-07-09 | WTA Båstad     | gravel     | Polona Hercog     | 4-6, 5-7 | details |
| 3.               | 2013-07-21 | WTA Båstad     | gravel     | Serena Williams   | 4-6, 1-6 | details |

### WTA-finaleplaatsen vrouwendubbelspel
| nr.              | finale     | toernooi           | ondergrond    | partner            | tegenstandsters                                  | score            |         |
| ---------------- | ---------- | ------------------ | ------------- | ------------------ | ------------------------------------------------ | ---------------- | ------- |
| gewonnen finales |            |                    |               |                    |                                                  |                  |         |
| 1.               | 2010-09-19 | WTA Québec         | tapijt (i)    | Sofia Arvidsson    | Bethanie Mattek-Sands Barbora Záhlavová-Strýcová | 6-1, 2-6, [10-6] | details |
| 2.               | 2011-06-12 | WTA Kopenhagen     | hardcourt (i) | Jasmin Wöhr        | Kristina Mladenovic Katarzyna Piter              | 6-3, 6-3         | details |
| 3.               | 2015-01-17 | WTA Hobart         | hardcourt     | Kiki Bertens       | Vitalia Djatsjenko Monica Niculescu              | 7-5, 6-3         | details |
| 4.               | 2015-07-19 | WTA Båstad         | gravel        | Kiki Bertens       | Tatjana Maria Olha Savtsjoek                     | 7-5, 6-4         | details |
| 5.               | 2016-05-21 | WTA Neurenberg     | gravel        | Kiki Bertens       | Shuko Aoyama Renata Voráčová                     | 6-3, 6-4         | details |
| 6.               | 2016-09-25 | WTA Seoel          | hardcourt     | Kirsten Flipkens   | Akiko Omae Peangtarn Plipuech                    | 6-2, 6-3         | details |
| 7.               | 2016-10-16 | WTA Linz           | hardcourt (i) | Kiki Bertens       | Anna-Lena Grönefeld Květa Peschke                | 4-6, 6-2, [10-7] | details |
| 8.               | 2016-10-22 | WTA Luxemburg      | hardcourt (i) | Kiki Bertens       | Monica Niculescu Patricia Maria Țig              | 4-6, 7-5, [11-9] | details |
| 9.               | 2017-01-07 | WTA Auckland       | hardcourt     | Kiki Bertens       | Demi Schuurs Renata Voráčová                     | 6-2, 6-2         | details |
| 10.              | 2017-07-23 | WTA Gstaad         | gravel        | Kiki Bertens       | Viktorija Golubic Nina Stojanović                | 7-6, 4-6, [10-7] | details |
| 11.              | 2017-09-24 | WTA Seoel          | hardcourt     | Kiki Bertens       | Luksika Kumkhum Peangtarn Plipuech               | 6-4, 6-1         | details |
| 12.              | 2017-10-15 | WTA Linz           | hardcourt (i) | Kiki Bertens       | Natela Dzalamidze Xenia Knoll                    | 3-6, 6-3, [10-4] | details |
| 13.              | 2018-10-14 | WTA Linz           | hardcourt (i) | Kirsten Flipkens   | Raquel Atawo Anna-Lena Grönefeld                 | 4-6, 6-4, [10-5] | details |
| 14.              | 2019-06-23 | WTA Mallorca       | gras          | Kirsten Flipkens   | María José Martínez Sánchez Sara Sorribes Tormo  | 6-2, 6-4         | details |
| verloren finales |            |                    |               |                    |                                                  |                  |         |
| 1.               | 2013-02-23 | WTA Memphis        | hardcourt (i) | Sofia Arvidsson    | Kristina Mladenovic Galina Voskobojeva           | 6-7, 3-6         | details |
| 2.               | 2014-02-23 | WTA Rio de Janeiro | gravel        | Chanelle Scheepers | Irina-Camelia Begu María Irigoyen                | 2-6, 0-6         | details |
| 3.               | 2015-09-27 | WTA Seoel          | hardcourt     | Kiki Bertens       | Lara Arruabarrena Andreja Klepač                 | 6-2, 3-6, [6-10] | details |
| 4.               | 2016-02-27 | WTA Acapulco       | hardcourt     | Kiki Bertens       | Anabel Medina Garrigues Arantxa Parra Santonja   | 0-6, 4-6         | details |
| 5.               | 2017-05-27 | WTA Neurenberg     | gravel        | Kirsten Flipkens   | Nicole Melichar Anna Smith                       | 6-3, 3-6, [9-11] | details |
| 6.               | 2017-10-29 | WTA Finals         | hardcourt (i) | Kiki Bertens       | Tímea Babos Andrea Hlaváčková                    | 6-4, 4-6, [5-10] | details |
| 7.               | 2018-02-25 | WTA Boedapest      | hardcourt (i) | Kirsten Flipkens   | Georgina García Pérez Fanny Stollár              | 6-4, 4-6, [3-10] | details |
| 8.               | 2018-05-26 | WTA Neurenberg     | gravel        | Kirsten Flipkens   | Demi Schuurs Katarina Srebotnik                  | 6-3, 3-6, [7-10] | details |
| 9.               | 2019-01-12 | WTA Hobart         | hardcourt     | Kirsten Flipkens   | Chan Hao-ching Latisha Chan                      | 3-6, 6-3, [6-10] | details |

### Gewonnen ITF-toernooien enkelspel
| nr. | finale     | toernooi      | dotatie  | tegenstandster in finale   | score         |
| --- | ---------- | ------------- | -------- | -------------------------- | ------------- |
| 1.  | 2005-05-15 | Falkenberg    | $10.000  | Sofia Arvidsson            | 6-1, 6-1      |
| 2.  | 2006-05-21 | Falkenberg    | $10.000  | Anne Schäfer               | 6-2, 7-6      |
| 3.  | 2007-04-29 | Bol           | $10.000  | Tereza Mrdeža              | 6-1, 6-3      |
| 4.  | 2007-11-04 | Stockholm     | $10.000  | Nadja Roma                 | 6-2, 6-1      |
| 5.  | 2008-02-10 | Sutton        | $25.000  | Andrea Hlaváčková          | 7-5, 6-0      |
| 6.  | 2008-02-17 | Stockholm     | $25.000  | Barbora Záhlavová-Strýcová | 0-6, 6-1, 7-6 |
| 7.  | 2009-10-11 | Barnstaple    | $50.000  | Pauline Parmentier         | 6-2, 6-2      |
| 8.  | 2009-10-25 | Glasgow       | $25.000  | Melanie South              | 6-1, 1-6, 6-3 |
| 9.  | 2010-02-28 | Biberach      | $50.000  | Romina Oprandi             | 4-6, 6-2, 6-2 |
| 10. | 2010-03-14 | Clearwater    | $25.000  | Zhang Shuai                | 7-6, 6-0      |
| 11. | 2010-03-28 | Jersey        | $25.000  | Anna Smith                 | 6-2, 6-3      |
| 12. | 2012-07-08 | Biella        | $100.000 | Anna Tatishvili            | 6-3, 6-4      |
| 13. | 2017-07-16 | Contrexéville | $100.000 | Tatjana Maria              | 6-1, 6-4      |

### Gewonnen ITF-toernooien dubbelspel
| nr. | finale     | toernooi          | dotatie  | partner            | tegenstandsters in finale            | score            |
| --- | ---------- | ----------------- | -------- | ------------------ | ------------------------------------ | ---------------- |
| 1.  | 2005-05-14 | Falkenberg        | $10.000  | Mari Andersson     | Natalia Kołat Monika Schneider       | 6-1, 6-1         |
| 2.  | 2005-06-25 | Oslo              | $10.000  | Mari Andersson     | Kristina Andlovic Karoline Borgersen | 6-4, 6-4         |
| 3.  | 2007-10-07 | Nantes            | $25.000  | Sofia Arvidsson    | Caroline Maes Melanie South          | 4-6, 7-5, [10-7] |
| 4.  | 2007-10-20 | Glasgow           | $25.000  | Sofia Arvidsson    | Veronika Chvojková Kathrin Wörle     | 6-3, 6-2         |
| 5.  | 2007-11-04 | Stockholm         | $10.000  | Nadja Roma         | Diana Eriksson Hanne Skak Jensen     | 6-7, 6-3, [10-6] |
| 6.  | 2008-01-19 | Sunderland        | $10.000  | Anna Smith         | Martina Babáková Iveta Gerlová       | 6-1, 3-6, [10-3] |
| 7.  | 2008-02-15 | Stockholm         | $25.000  | Anna Smith         | Neda Kozić Ivana Lisjak              | 6-0, 7-5         |
| 8.  | 2008-09-28 | Shrewsbury        | $75.000  | Anna Smith         | Sarah Borwell Courtney Nagle         | 7-6, 6-4         |
| 9.  | 2008-10-04 | Helsinki          | $25.000  | Emma Laine         | Patricia Mayr Marie-Ève Pelletier    | 6-4, 6-2         |
| 10. | 2009-06-27 | Kristinehamn      | $25.000  | Hanne Skak Jensen  | Sofia Arvidsson Nadja Roma           | 7-6, 6-2         |
| 11. | 2009-08-02 | Bad Saulgau       | $25.000  | Hanne Skak Jensen  | Darija Jurak Yurika Sema             | 6-2, 6-3         |
| 12. | 2009-10-11 | Barnstaple        | $50.000  | Anna Smith         | Kelly Anderson Emma Laine            | 7-5, 6-4         |
| 13. | 2010-03-20 | Fort Walton Beach | $25.000  | Chanelle Scheepers | Christina Fusano Courtney Nagle      | 2-6, 7-6, [10-7] |
| 14. | 2010-06-13 | Marseille         | $100.000 | Yvonne Meusburger  | Stéphanie Cohen-Aloro Aurélie Védy   | 6-4, 6-2         |
| 15. | 2011-07-24 | Pétange           | $100.000 | Jasmin Wöhr        | Kristina Barrois Anna-Lena Grönefeld | 7-6, 6-4         |
| 16. | 2014-05-11 | Cagnes-sur-Mer    | $100.000 | Kiki Bertens       | Tatiana Búa Daniela Seguel           | 7-6, 6-4         |
| 17. | 2018-06-29 | Southsea          | $100.000 | Kirsten Flipkens   | Alicja Rosolska Abigail Spears       | 6-4, 3-6, [11-9] |

## Resultaten grote toernooien
| Legenda | Legenda                          |
| ------- | -------------------------------- |
| g.t.    | geen toernooi gehouden           |
| l.c.    | lagere categorie                 |
| –       | niet deelgenomen                 |
| G       | uitgeschakeld in de groepsfase   |
| 1R      | uitgeschakeld in de eerste ronde |
| 2R      | uitgeschakeld in de tweede ronde |
| 3R      | uitgeschakeld in de derde ronde  |
| 4R      | uitgeschakeld in de vierde ronde |
| KF      | uitgeschakeld in de kwartfinale  |
| HF      | uitgeschakeld in de halve finale |
| F       | de finale verloren               |
| W       | het toernooi gewonnen            |
| w-v     | winst/verlies-balans             |

### Enkelspel
| toernooi            | 2010 | 2011 | 2012 | 2013 | 2014 | 2015 | 2016 | 2017 | 2018 | 2019 | 2020 |
| ------------------- | ---- | ---- | ---- | ---- | ---- | ---- | ---- | ---- | ---- | ---- | ---- |
| grandslamtoernooien |      |      |      |      |      |      |      |      |      |      |      |
| Australian Open     | –    | 1R   | 1R   | 1R   | 1R   | 2R   | 2R   | –    | 1R   | 2R   | 1R   |
| Roland Garros       | 2R   | 2R   | 1R   | 2R   | 3R   | 1R   | 2R   | 2R   | 1R   | 2R   |      |
| Wimbledon           | –    | 1R   | 1R   | 1R   | 1R   | 1R   | 1R   | 1R   | 1R   | –    |      |
| US Open             | 1R   | 1R   | 1R   | 1R   | 3R   | 1R   | 3R   | 1R   | 2R   | 1R   |      |
| Premier Mandatory   |      |      |      |      |      |      |      |      |      |      |      |
| Indian Wells        | –    | 1R   | 2R   | 3R   | –    | 1R   | 3R   | 2R   | –    |      |      |
| Miami               | –    | 3R   | 1R   | 1R   | –    | 3R   | 1R   | 2R   | 2R   |      |      |
| Madrid              | –    | –    | 1R   | –    | –    | –    | –    | 2R   | –    |      |      |
| Peking              | –    | –    | –    | –    | –    | –    | –    | –    | –    |      |      |
| Premier Five        |      |      |      |      |      |      |      |      |      |      |      |
| Dubai/Doha          | –    | –    | –    | –    | –    | –    | –    | 1R   | –    |      |      |
| Rome                | –    | –    | –    | –    | –    | –    | 1R   | –    | –    |      |      |
| Montreal/Toronto    | –    | –    | –    | –    | –    | –    | –    | –    | –    |      |      |
| Cincinnati          | –    | –    | 3R   | –    | –    | –    | 2R   | –    | –    |      |      |
| Tokio/Wuhan         | –    | –    | 2R   | –    | –    | –    | –    | –    | –    |      |      |
| olympisch           |      |      |      |      |      |      |      |      |      |      |      |
| Olympische Spelen   | g.t. | g.t. | –    | g.t. | g.t. | g.t. | 1R   | g.t. | g.t. | g.t. |      |
| statistieken        |      |      |      |      |      |      |      |      |      |      |      |
| titels per jaar     | 0    | 0    | 0    | 0    | 0    | 1    | 0    | 0    | 1    | 0    |      |
| eindejaarsranking   | 68   | 59   | 73   | 83   | 70   | 55   | 51   | 80   | 76   | 217  |      |

### Vrouwendubbelspel
| toernooi        | 2010 | 2011 | 2012 | 2013 |    | 2015 | 2016 | 2017 | 2018 | 2019 |
| --------------- | ---- | ---- | ---- | ---- | -- | ---- | ---- | ---- | ---- | ---- |
| Australian Open | –    | 2R   | 1R   | 1R   | KF | 1R   | 2R   | 1R   | 3R   |      |
| Roland Garros   | –    | 2R   | 1R   | 1R   | 1R | KF   | 3R   | 3R   | HF   |      |
| Wimbledon       | –    | 1R   | 1R   | 1R   | 1R | 2R   | 1R   | 3R   | 2R   |      |
| US Open         | 1R   | 1R   | 1R   | 2R   | 3R | 2R   | 3R   | 2R   | 1R   |      |